# Memória racetrack
A memória racetrack é um dispositivo experimental de memória não volátil em desenvolvimento no centro de pesquisa da IBM Almaden Research Center por uma equipa conduzida por Stuart Parkin, bem como equipas em outras localizações. A princípios de 2008 uma versão de 3 bits foi demonstrada com sucesso.

## Física
A versão do racetrack  da IBM usa corrente elétrica de spin coerente para mover os domínios ou polos magnéticos ao longo de um arame nanoscópico em forma de "U". À medida que a corrente está a passar através do arame, os domínios movem-se sobre as cabeças de leitura/gravação magnéticas posicionadas no fundo do "U", que altera os domínios para registar padrões de bits. Um dispositivo de memória está composto de muitos destes arames e elementos de leitura/gravação. Num conceito operacional geral, a memória racetrack é similar à anterior memória twistor ou à memória bolha das décadas de 1960 e 1970, mas usa domínios magnéticos bem mais pequenos e melhoras notáveis nas capacidades de detecção magnética para proporcionar densidades de área bem mais altas .

## Comparação com a memória Flash
A densidade teórica da memória racetrack é bem mais alta que a de dispositivos comparáveis tais como a Flash RAM, estimativas sugerem a máxima densidade de área entre 10 e 100 vezes a dos melhores dispositivos de Flash possíveis. Os dispositivos de Flash já são construídos nas fabs mais recentes de 45nm, e há problemas que sugerem que reduzir a escala a 30 nm possa ser um limite fundamental mais baixo. A Racetrack não é bem mais pequena, os arames são de perto de 5 a 10 nm de largura, mas os arranjando verticalmente, os dispositivos chegam a ser tridimensionais, ganhando densidade.
A memória Flash é um dispositivo assimétrico, relativamente lenta para escrever, até 1.000 vezes mais lenta que os tempos de leitura, o que limita seu uso em muitos aplicativos. Adicionalmente, a ação de enviar uma voltagem grande nas células degrada-as mecanicamente, pelo que tem um tempo de vida limitado, entre 10.000 e 100.000 escritas. Os dispositivos de memória Flash usam uma variedade de técnicas para, se fosse possível, evitar escrever na mesma célula, mas isto só limita o problema, não o elimina.
A memória racetrack não tem nenhum destes problemas. A leitura e a escritura é bastante simétrica e primariamente é limitada pelo tempo em que o padrão magnético tomada para ser movido através das cabeças de leitura/gravação.

## Dificuldades do desenvolvimento
Uma limitação dos dispositivos experimentais temporais foi que os domínios magnéticos só poder-se-iam empurrar lentamente através dos arames, requerendo pulsos de corrente na ordem de micro segundos para os mover com sucesso. Isto era inesperado, e conduziu a um desempenho mais ou menos igual ao das unidades de discos duros, como 1.000 vezes mais lento do predito. A investigação recente na universidade de Hamburgo tem seguido a pista a este problema e encontrou que é devido a imperfeições microscópicas na estrutura cristalina dos arames que conduz a que as paredes de domínio "fiquem ancoradas" nestas imperfeições. Usando um microscópio de raios X para ter imagens diretas entre os domínios, sua investigação encontrou que as paredes do domínio seriam movidas por pulsos tão curtos como alguns nano segundos quando estas imperfeições estavam ausentes. Isto corresponde a uma velocidade macroscópica de perto de 110 m/s.